# OV5 5
OV5 5 (Orbiting Vehicle 5 5), também denominado de ERS 29, foi um satélite artificial estadunidense lançado em 23 de maio de 1969 por meio de um foguete Titan IIIC a partir da Estação da Força Aérea de Cabo Canaveral.

## Características
O OV5 5 foi um dos membros de sucesso da família de satélites ERS (Environmental Research Satellites), pequenos satélites lançados como carga secundária junto com satélites maiores para fazer testes de tecnologia e estudos do ambiente espacial. O OV5 5 foi lançado no mesmo foguete que o OV5 6 e foi dedicado ao estudo dos efeitos da radiação solar e a magnetosfera terrestre através do uso de um detector de plasma, um sensor de altitude, um magnetômetro e sete detectores de partículas. O OV5 5 foi injetado em uma órbita inicial de 111.727 km de apogeu e 16.866 km de perigeu, com uma inclinação orbital de 32,9 graus e um período de 3119,6 minutos.